# Thomas Kruse (Historiker)
Thomas Kruse (* 1961 in Heidelberg) ist ein deutscher Althistoriker.

## Leben
Er studierte von 1982 bis 1983 Rechtswissenschaften und von 1984 bis 1991 Alte Geschichte, Mittlere und Neuere Geschichte und Klassische Archäologie an der Ruprecht-Karls-Universität Heidelberg. Von 1987 bis 1991 war er wissenschaftliche Hilfskraft an der Epigraphischen Datenbank Heidelberg. Das Magisterexamen legte er 1992 ab. Von 1992 bis 1998 war er wissenschaftlicher Mitarbeiter am Lehrstuhl für Alte Geschichte der Universität Bielefeld. Wissenschaftlicher Angestellter am Institut für Papyrologie der Ruprecht-Karls-Universität Heidelberg war er von 1999 bis 2002 im Rahmen des von der Deutschen Forschungsgemeinschaft geförderten Projektes Digitalisierung der Heidelberger Papyrussammlung. Er wurde 2002 durch die Fakultät für Orientalistik und Altertumswissenschaft der Ruprecht-Karls-Universität Heidelberg promoviert. Nach der Habilitation 2003 durch die Philosophische Fakultät der Ruprecht-Karls-Universität Heidelberg wurde ihm die Lehrberechtigung für das Fach Alte Geschichte erteilt. Von 2002 bis 2004 war er wissenschaftlicher Mitarbeiter und von 2004 bis 2009 Hochschuldozent des Instituts für Papyrologie an der Universität Heidelberg. Seit April 2009 ist er Mitarbeiter der Österreichischen Akademie der Wissenschaften (bis 2012 an der Kommission für Antike Rechtsgeschichte, dann in der Forschungsgruppe Antike Rechtsgeschichte und Papyrologie des Instituts für Kulturgeschichte der Antike, welches seit 2021 im Österreichischen Archäologischen Institut (ÖAI) aufgegangen ist). 
Seine Forschungsschwerpunkte sind die Edition dokumentarischer Papyri aus diversen Sammlungen, die Geschichte Ägyptens in römischer Zeit und die Verwaltungsgeschichte der Römischen Kaiserzeit.

## Schriften (Auswahl)
- Der königliche Schreiber und die Gauverwaltung. Untersuchungen zur Verwaltungsgeschichte Ägyptens in der Zeit von Augustus bis Philippus Arabs (30 v.Chr. – 245 n.Chr.) (= Archiv für Papyrusforschung und verwandte Gebiete. Beiheft 11). Saur, München u. a. 2002 (zugleich Dissertation, Universität Heidelberg 2002).
  - Band 1, ISBN 3-598-77545-8.
  - Band 2, ISBN 3-598-77546-6.
- mit Kaja Harter-Uibopuu (Hrsg.): Sport und Recht in der Antike: Akten des zweiten Wiener Kolloquiums zur Antiken Rechtsgeschichte, 27. – 28.10.2011. (= Wiener Kolloquien zur Antiken Rechtsgeschichte. Band 2). Holzhausen, Wien 2014, ISBN 978-3-902976-14-7.